# 彩德商場
彩德商場（英語：Choi Tak Shopping Centre）是香港房屋委員會轄下一個商場，位於香港九龍觀塘區平山彩德邨內，是「彩雲道及佐敦谷毗鄰的發展計劃」的其中一個部份，於2011年落成。

## 簡介
商場是彩德邨的附屬商場，連同該邨彩敬樓、彩亮樓和彩賢樓由Design 2負責設計，樓高七層。當中商舖設置在地下、五樓及六樓，而地下至四樓為停車場；商場出租面積為4,200平方米。
商場五樓部份範圍及六樓設有空調，而地下及五樓室外部份為非空調的。

## 商舖
截至2017年6月底，地下為佳寶超市及OK便利店。5樓設有西醫診所、牙醫診所（已結業）、藥房、大快活、屈臣氏、日本城、7-11便利店、天誠冰室、龍記茶餐廳等，亦設有匯豐銀行櫃員機。6樓為龍順軒海鮮酒家。商場開業時百佳超級廣場在6樓開設分店，曾於2017年4月短暫結業，後於同年10月13日重新開業，最終於2023年12月結業。

## 商場設施

### 卸貨區
卸貨區設於地下。

### 停車場
地下至四樓為停車場，現由威信停車場管理。

### 升降機
設有四部載客升降機及兩部載貨升降機，升降機牌子為星瑪電梯。

### 洗手間及育嬰室
洗手間設於五樓。另外，商場設有育嬰室，是香港房屋委員會第一個在建築規劃階段設有育嬰室的商場。

## 圖片集

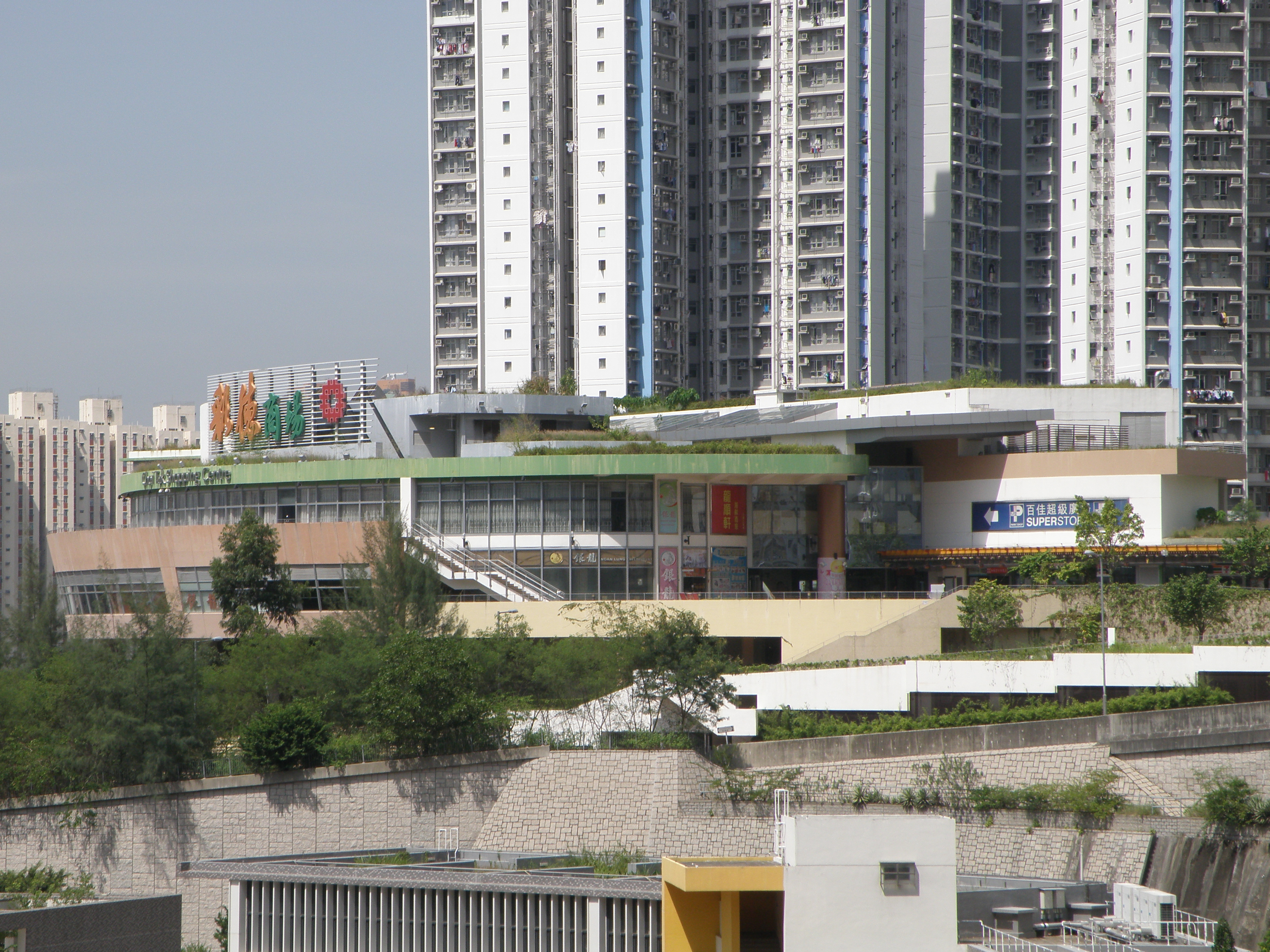
彩德商場東面
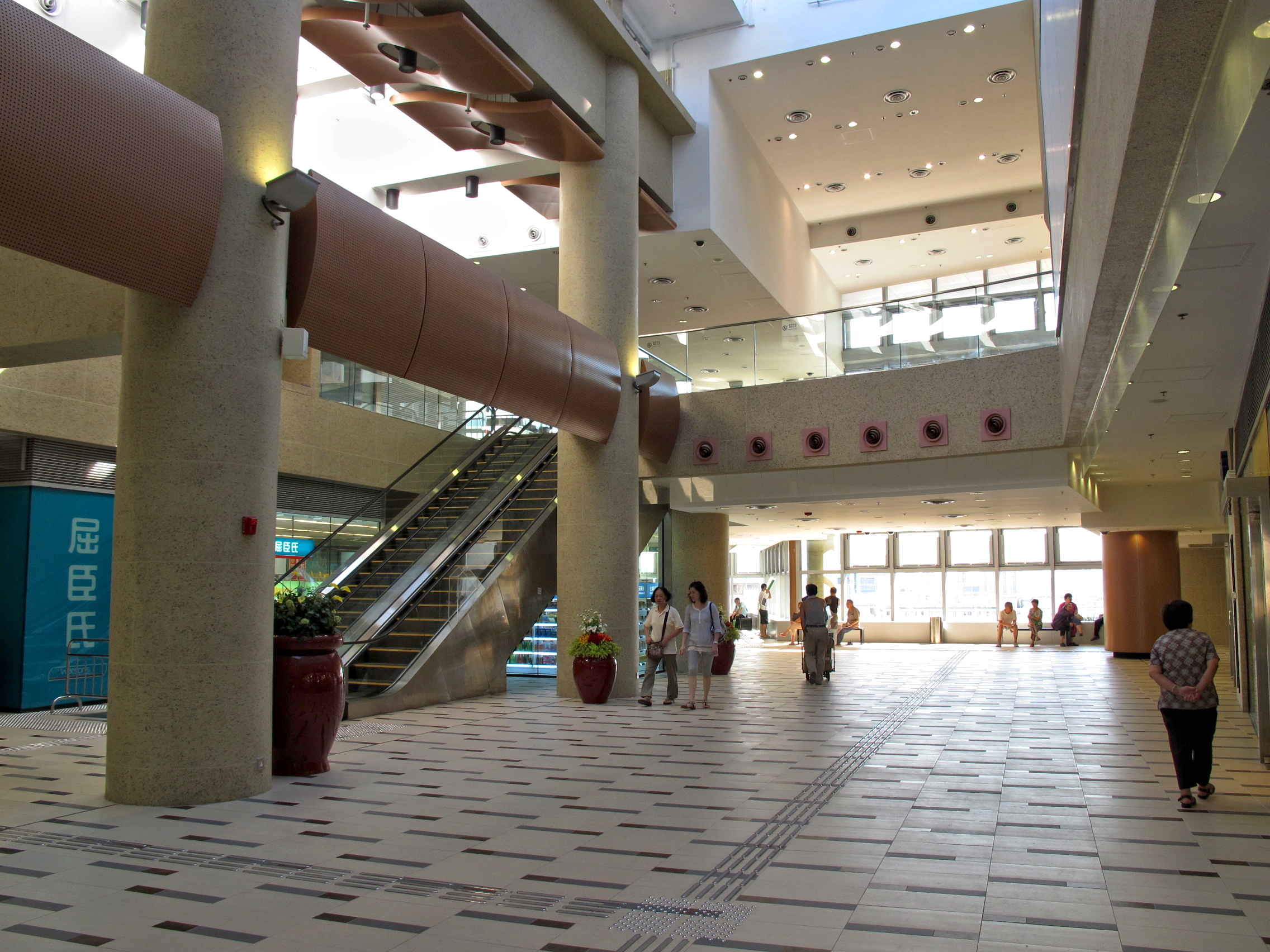
彩德商場5樓
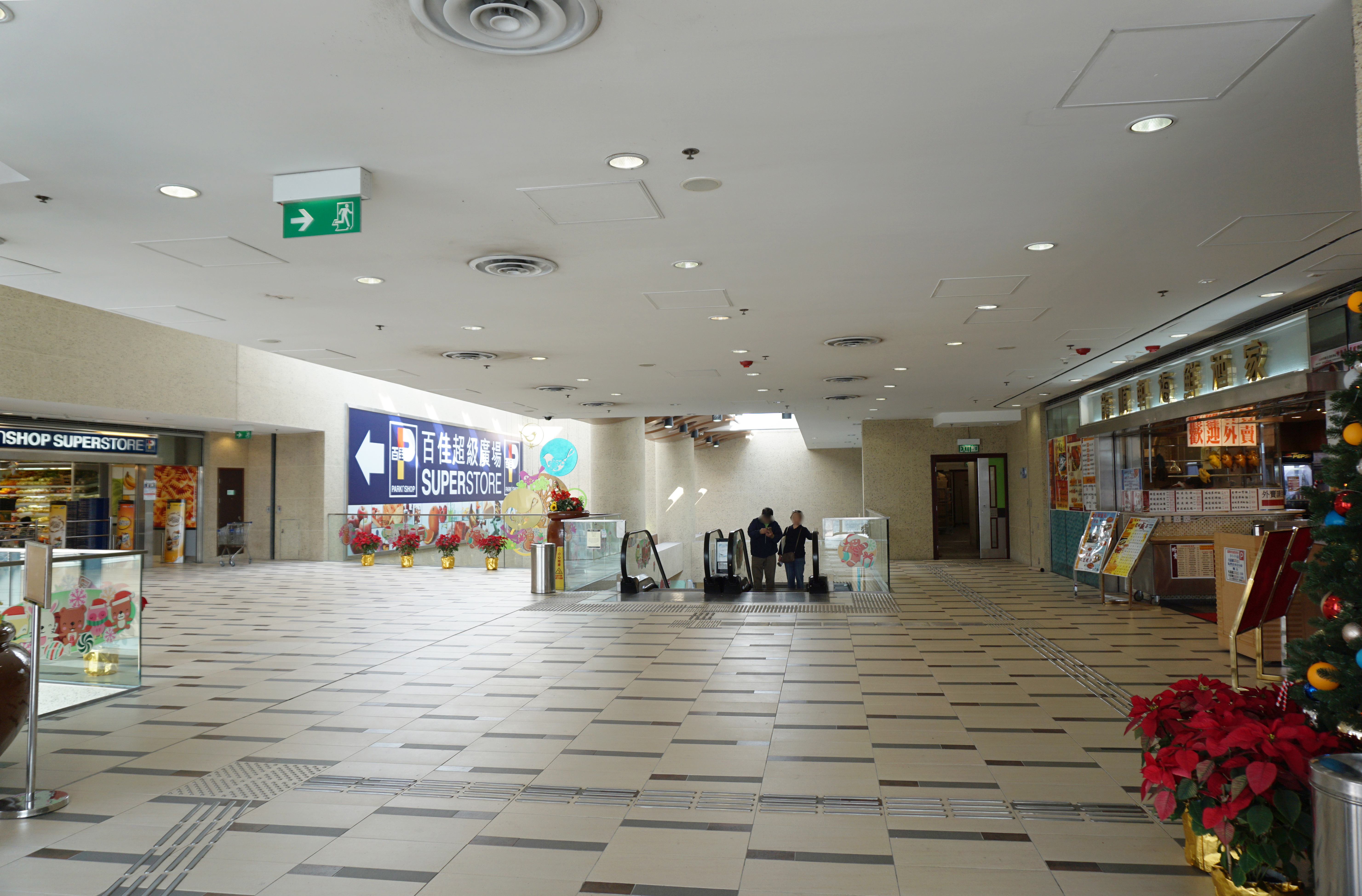
彩德商場6樓
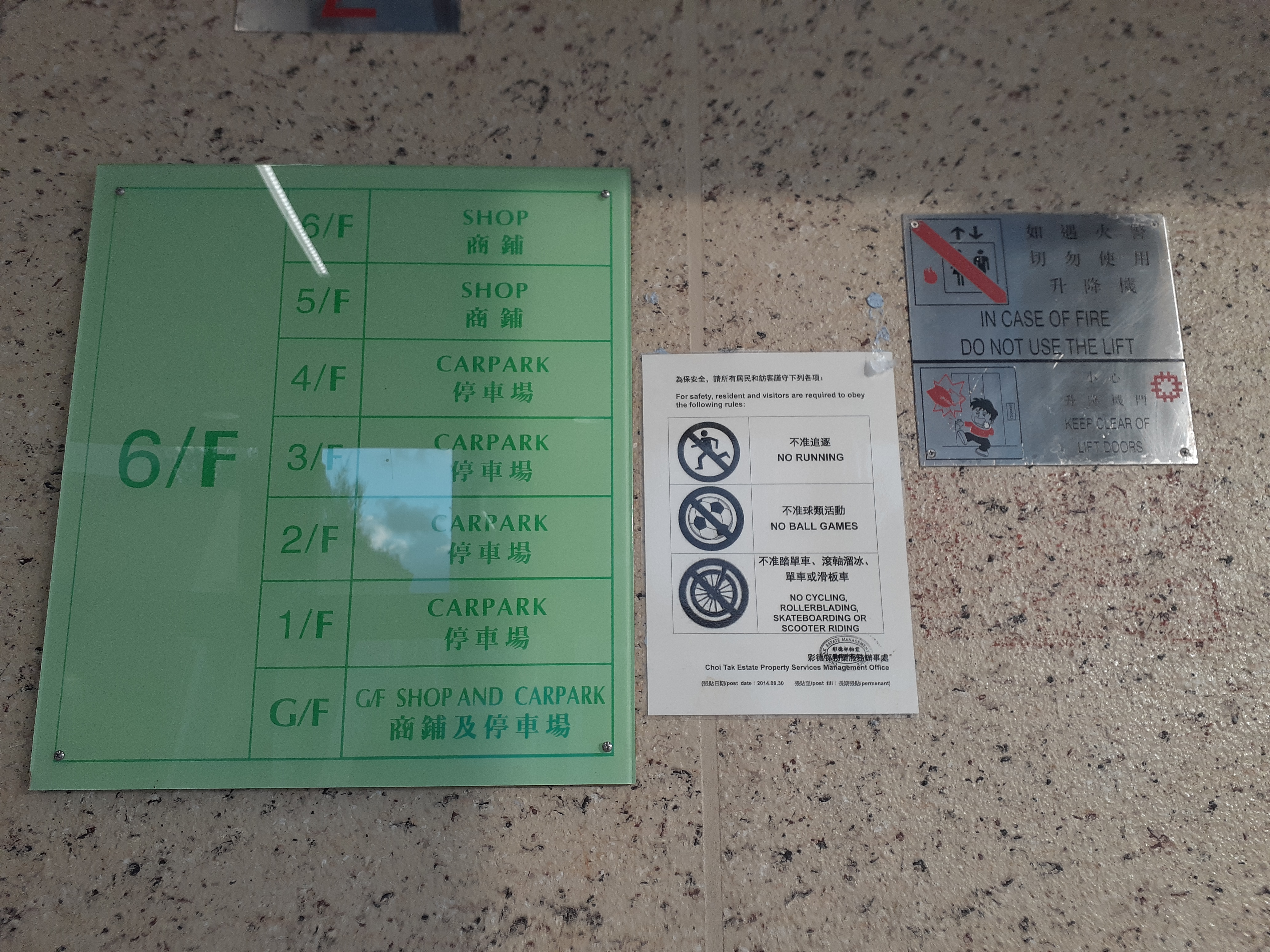
樓層指示牌
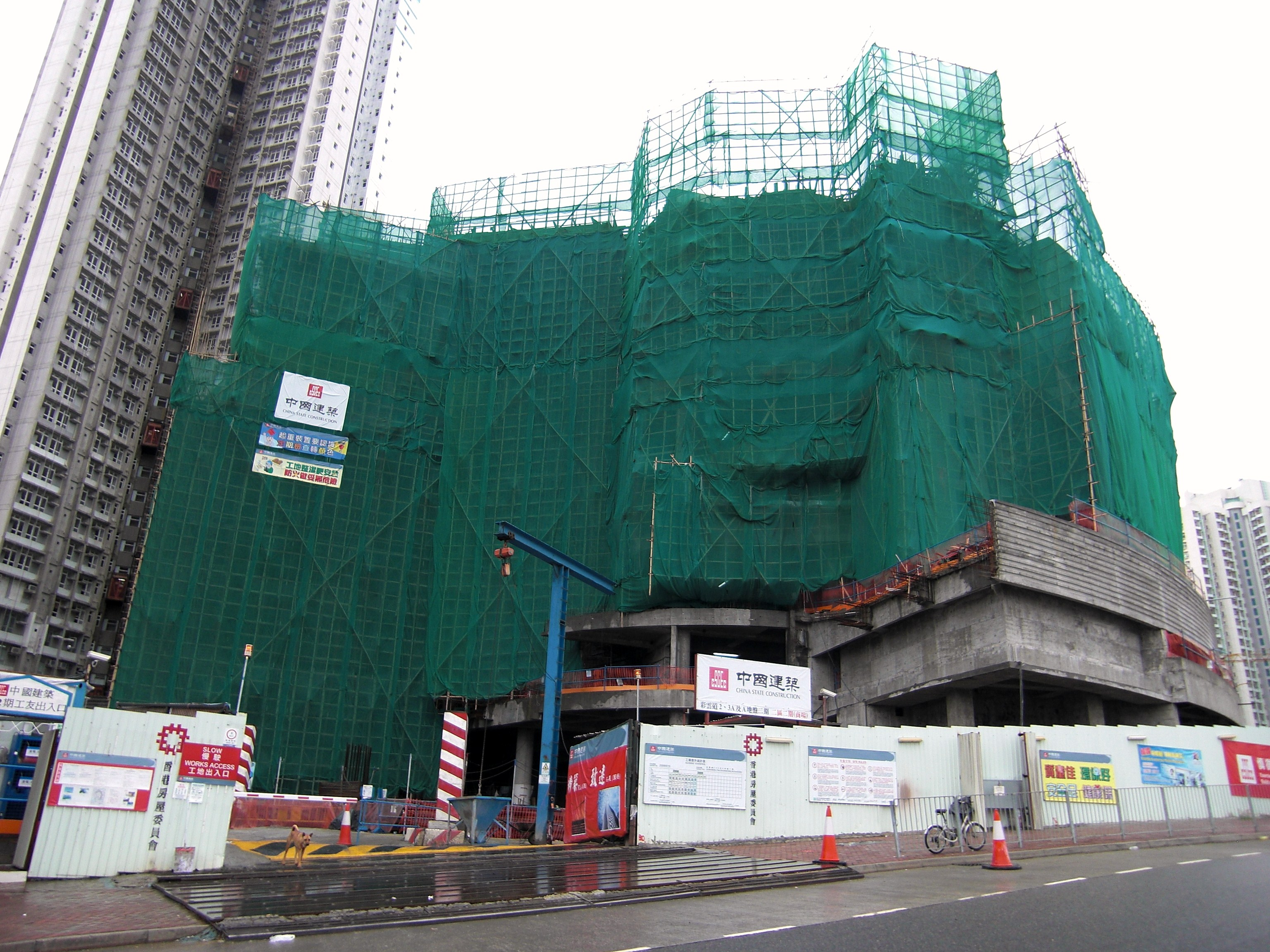
興建期間的彩德商場外貌（2009年6月）
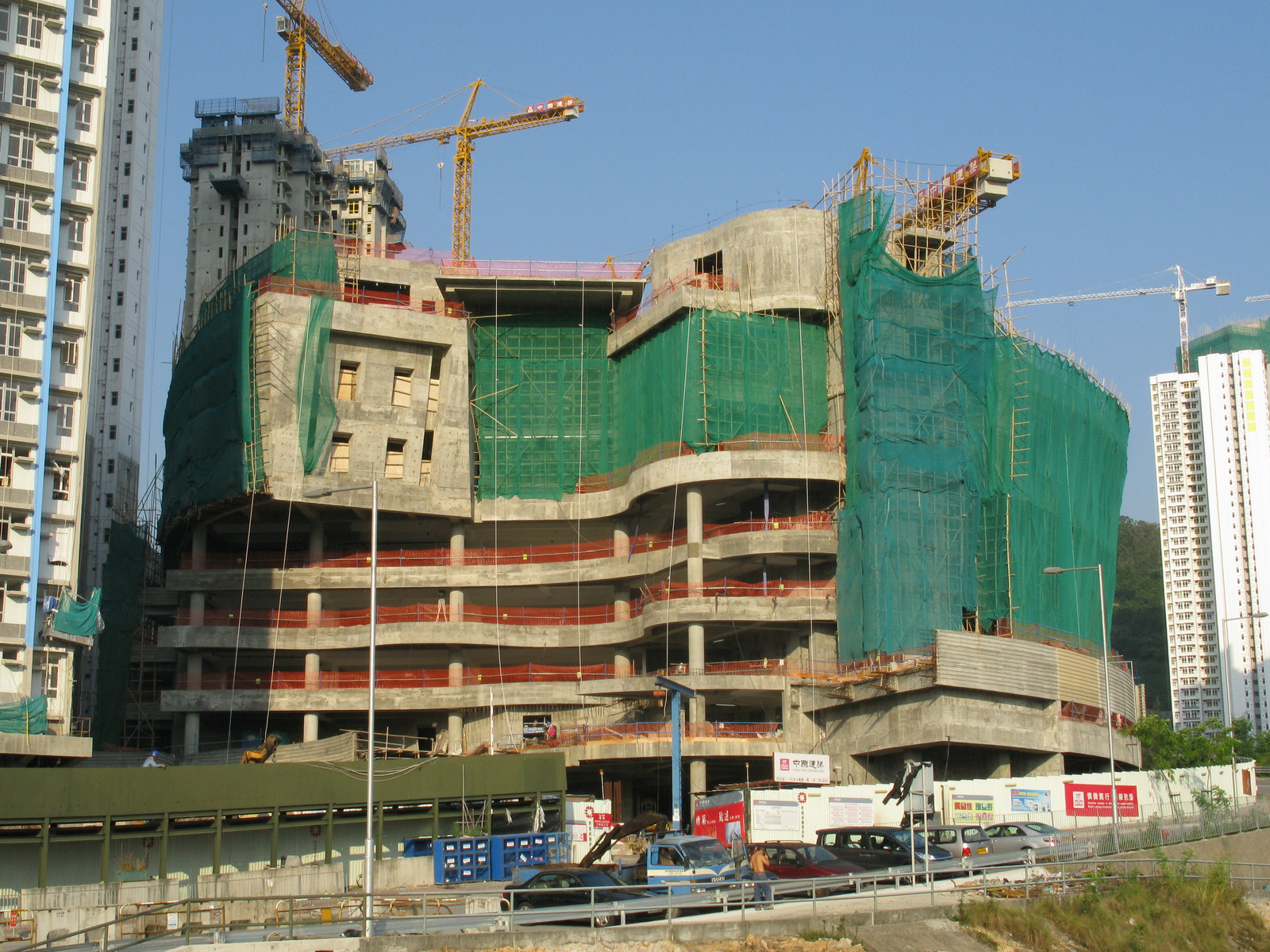
興建期間的彩德商場外貌（2009年9月）